# الطير والعاصفة (مسلسل)
الطير والعاصفة، مسلسل كويتي، من إخراج يوسف حمودة، وتأليف نادر خليفة. شارك في المسلسل عددًا من الفنانين منهم: حياة الفهد، وغانم الصالح، وعبد الرحمن العقل، وداود حسين، وباسمة حمادة، ولطيفة المجرن، وغيرهم.